# Stefan Mair (Politikwissenschaftler)

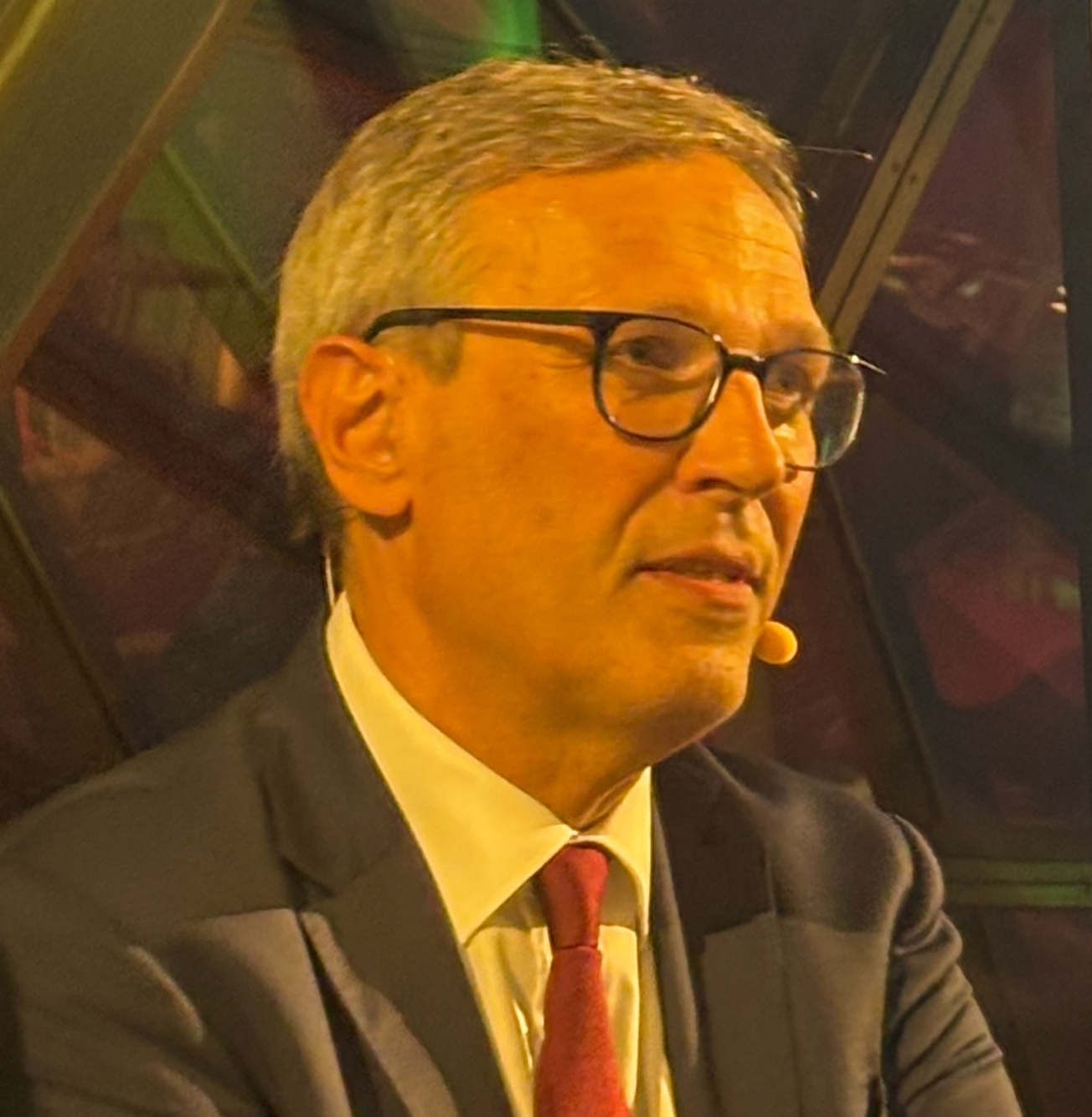
Mair bei einer Veranstaltung im März 2025

Stefan Mair (* 29. März 1963 in München) ist ein deutscher Politikwissenschaftler. Seit Oktober 2020 ist er Direktor des Deutschen Instituts für Internationale Politik und Sicherheit und geschäftsführender Vorsitzender der Stiftung Wissenschaft und Politik (SWP) in Berlin.

## Biografie
Stefan Mair besuchte bis 1982 das humanistische Maximiliansgymnasium in München. Nach dem Studium der Politologie, Volkswirtschaft und Soziologie an der Ludwig-Maximilians-Universität München absolvierte Mair ein Promotionsstipendium am ifo Institut für Wirtschaftsforschung, das er 1992 mit dem Dr. rer. pol. abschloss. Von 1992 bis 2001 war Mair als wissenschaftlicher Mitarbeiter mit dem Schwerpunkt Subsahara-Afrika in der SWP tätig. Von 2001 bis 2007 war er wissenschaftliches Mitglied der Institutsleitung, von 2007 bis 2009 Forschungsdirektor der SWP.
Von 2010 bis 2020 war Mair Mitglied der Hauptgeschäftsführung des Bundesverbands der Deutschen Industrie (BDI). Seit 1. Oktober 2020 ist er Direktor des Deutschen Instituts für Internationale Politik und Sicherheit und geschäftsführender Vorsitzender der SWP und damit der Nachfolger von Volker Perthes.
Stefan Mair ist verheiratet und hat zwei erwachsene Söhne.

## Schriften (Auszug)

### Herausgeberschaften
- mit Dirk Messner, Lutz Meyer: Germany and the World 2030. Econ Verlag, Berlion 2018.
- mit Josef Braml, Eberhard Sandschneider: Außenpolitik in der Wirtschafts- und Finanzkrise (= Jahrbuch Internationale Politik, Band 29). Oldenbourg Verlag, München 2012.
- Piraterie und maritime Sicherheit. SWP, Berlin 2010 (= SWP-Studie, S 18/2010).
- mit Jörg Husar, Günther Maihold: Neue Führungsmächte: Partner deutscher Außenpolitik? Nomos Verlagsgesellschaft, Baden-Baden 2009 (= Internationale Politik und Sicherheit; Bd. 62).
- Auslandseinsätze der Bundeswehr. SWP, Berlin 2007 (= SWP-Studie, S 27/2007).
- mit Volker Perthes: Europäische Außen- und Sicherheitspolitik. Aufgaben der deutschen Ratspräsidentschaft. SWP, Berlin 2006 (= SWP-Studie; S 23/2006).

### Monographien
- Politische Rahmenbedingungen für das ländliche Kleingewerbe. Fallstudie Simbabwe. Weltforum Verlag, München 1992, Zugl.: München, Univ., Diss., 1991.

### Beiträge zu Fachzeitschriften (Auszug)
- Wissenschaftlichkeit, Unabhängigkeit, Multiperspektivität. Internationale Beziehungen, SWP und Volker Perthes seit 2005. In: Barbara Lippert, Günther Maihold (Hg.) Krisenlandschaften und die Ordnung der Welt. SWP, Berlin 2020,  S. 7–15 (= SWP-Studie, S 18/2020).
- Enttäuschte Erwartungen? Afrika drei Jahrzehnte nach Ende des Ost-West-Konflikts. In: Die politische Meinung (Berlin), 65 (März/April 2020) 561, S. 53–57.
- Unternehmen Außenpolitik. In: Internationale Politik (Berlin), 74 (März/April 2019) 2, S. 39–45.
- From Geopolitics to Geoeconomics. In: Stefan Mair, Dirk Messner, Lutz Meyer (Hg.): Germany and the World 2030. Econ Verlag, Berlin 2018, S. 75–81.
- mit Dirk Messner, Lutz Meyer: 2030 is Only Twelve Years Away. In: Stefan Mair, Dirk Messner, Lutz Meyer (Hg.): Germany and the World 2030. Econ, Berlin 2018, S. 9–11.
- Afrikanische Renaissance in der deutschen Politik. In: Wolfgang Ischinger, Dirk Messner: Deutschlands neue Verantwortung. Econ Verlag, Berlin 2017, S. 128–133.
- Economic Interests in Germany’s Security Policy. In: James Bindenagel, Matthias Herdegen, Karl Kaiser: International Security in the 21st Century. Bonn University Press, Bonn 2017, S. 225–232.
- Deutschland: Gestaltungsmacht wider Willen. In: Josef Braml, Stefan Mair, Eberhard Sandschneider (Hg.): Außenpolitik in der Wirtschafts- und Finanzkrise (= Jahrbuch Internationale Politik, Band 29). Oldenbourg Verlag, München 2012, S. 125–136.
- mit Volker Perthes: Ideen und Macht. Was definiert die relative Gewichtsverteilung in der Welt? In: Internationale Politik (Berlin), 66 (Mai/Juni 2011) 3, S. 10–23.
- Deutsche Friedens- und Stabilisierungseinsätze. In: Josef Braml,  Thomas Risse, Eberhard Sandschneider (Hg.): Einsatz für den Frieden (= Jahrbuch Internationale Politik, Bd. 28). R. Oldenbourg Verlag, München 2010, S. 181–189